# Andrej Pistotnik
Andrej Pistotnik (ur. 17 listopada 1987 w Koprze) – słoweński wioślarz.

## Osiągnięcia
- Mistrzostwa Świata Juniorów – Troki 2002 – czwórka podwójna – 14. miejsce[1].
- Mistrzostwa Świata Juniorów – Ateny 2003 – dwójka podwójna – 6. miejsce[1].
- Mistrzostwa Świata Juniorów – Banyoles 2004 – dwójka podwójna – 8. miejsce[1].
- Mistrzostwa Świata Juniorów – Brandenburg 2005 – czwórka podwójna – 4. miejsce[1].
- Mistrzostwa Świata U-23 – Glasgow 2007 – dwójka bez sternika – 7. miejsce[1].
- Mistrzostwa Europy – Ateny 2008 – dwójka bez sternika – 9. miejsce[1].